# Inkijärvi
Inkijärvi är en sjö i Finland. Den ligger i kommunen Rovaniemi i landskapet Lappland, i den norra delen av landet, 700 km norr om huvudstaden Helsingfors. Inkijärvi ligger 190,3 meter över havet. Den är 6,28 meter djup. Arean är 79,3 hektar och strandlinjen är 8,34 kilometer lång. Sjön  ingår i Kemi älvs huvudavrinningsområde. 